# Fred Wesley
(James Brown)
Fred Wesley (Columbus, 4 luglio 1943) è un trombonista e compositore statunitense.
I generi musicali di elezione di Wesley sono il jazz e soprattutto il funk; sono di rilievo particolare le sue collaborazioni con James Brown, Maceo Parker e George Clinton durante gli anni '60 e '70.
La sua lunga carriera gli ha permesso di collaborare, oltre che con Brown, Clinton e Parker, con artisti come Ray Charles, Lionel Hampton, Randy Crawford, Vanessa Williams, The S.O.S. Band, Cameo, Van Morrison, Socalled e De La Soul.

## Biografia
Nato a Columbus, Georgia, figlio di un insegnante e direttore di big band, da bambino prese lezioni di pianoforte e tromba, passando poi definitivamente al trombone all'età di 12 anni.
Il suo stile molto ritmico e preciso lo hanno reso noto come uno dei trombonisti funk di riferimento: insieme a Maceo Parker e Pee Wee Ellis era uno dei membri fondamentali della sezione fiati dei gruppi di James Brown, suonando in numerosi brani di successo come Say it Loud - I'm Black and I'm Proud e Mother Popcorn e anche come coautore di Hot Pants.
Negli anni '70 ebbe anche la funzione di band leader e direttore musicale del gruppo di James Brown The J.B.'s, componendo e arrangiando in prima persona per il gruppo.
Nel 1975 lasciò i J.B.'s per collaborare con George Clinton e i suoi vari progetti (Parliament e Funkadelic), e anche incidendo in proprio con un gruppo satellite di questi progetti, chiamato The Horny Horns.
Nel 1978 si unì all'orchestra di Count Basie, ampliando dunque il suo orizzonte artistico al jazz. Il suo primo album jazz come leader è To Someone del 1988, seguito da New Friends (1990), Comme Ci Comme Ca (1991) e  Swing and Be Funky e Amalgamation (dal vivo, 1994).
Nei primi anni '90 Wesley tornò a collaborare con i JB Horns (con Pee Wee Ellis e Maceo Parker). Quando Pee Wee Ellis lasciò il gruppo prese il nome di The Maceo Parker Band, e Wesley ne fece parte fino al 1996 quando fondò la sua band: The Fred Wesley Group.
Nel 2002 Wesley ha scritto una autobiografia intitolata Hit Me, Fred: Recollections of a Sideman (ISBN 0-8223-2909-3), an autobiography about his life as a sideman.
Nello stesso anno ha registrato un album dal titolo Cuda Wuda Shuda con un gruppo dal nome Fred Wesley Band.
Fra il 2004 e il 2006 è stato anche professore aggiunto presso il Jazz Studies department nella School of Music  dell'University of North Carolina at Greensboro  (UNCG).